# ذبابة الأزهار المحاكية
ذبابة الأزهار المحاكية (الاسم العلمي: Anthomyia mimetica) هي نوع من الحشرات تتبع جنس ذبابة الأزهار من فصيلة ذباب الأزهار.